# Накш-і-Джахан
Накш-і-Джахан (*д/н — 1418) — хан Могулістану в 1415—1418 роках.

## Життєпис
Походив з династії Чингізидів. Син Шамс-і-Джагана, хана Могулістану. Про дату народження замало відомостей. Після смерті Мухаммад-хана за допомогою емірів тимуридського правителя Улугбека стає новим ханом Могулістану. Визнав зверхність Улугбека, проте це визнання було суто формальним. Вже 1415 року хан відправив посольства до мінського імператора Чжу ді щодо встановлення союзу, а також визнав його зверхність. Натомість імператор у 1416 році відправив власне посольство до Накш-і-Джахан, підкреслюючи його вагомий статус.
Новий правитель відмовився від крутої політики ісламізації, запровадженої попередником, дозволивши діяти буддистським проповідникам. У 1417 році вів перемовин щодо спільних дій проти династії північна юань, ойратів та Тимуридів. Втім, у 1418 році внаслідок змови Накш-і-Джахана було повалено онуком Мухаммад-хана — Увайс-ханом, що став володарем Могулістану.